# Estonia 9
Estonia 9 – samochód wyścigowy, zaprojektowany przez Antsa Seilera i Peepa Velbriego, skonstruowany przez TARK pod marką Estonia na zawody Sowieckiej Formuły 2 i Sowieckiej Formuły 3.

## Historia
Model początkowo był przeznaczony do wyścigów Formuły 3. Jego budowę rozpoczęto w 1966 roku. Pojazd był napędzany silnikiem R3 Wartburg o pojemności 991 cm³. Silnik ten osiągał moc 80 KM przy 5000 rpm, co pozwalało na osiągnięcie prędkości 190 km/h, i był sprzężony czterobiegową skrzynią. W późniejszym czasie wprowadzono zmodyfikowaną wersję 9M, różniącą się szkieletem nadwozia i przednim zawieszeniem.
Samochód zyskał popularność w ZSRR na przełomie lat 60. i 70., a do 1973 roku wyprodukowano go w liczbie ponad 150 sztuk. Pięciokrotnie zdobył mistrzostwo Sowieckiej Formuły 3, a raz – Sowieckiej Formuły 2.